# جان مارك ناتييه
جان مارك ناتييه كان رساما فرنسيا، ولد في باريس في 17 مارس 1685 وتوفي فيها في 7 نوفمبر 1766. اشتهر بلوحته التي رسم فيها لويس الخامس عشر ملك فرنسا.
كان والده مارك ناتييه (1642–1705) رساما أيضا، وأمه ماري كورتوا كانت رسامة مصغرات.